# Senyor de la guerra de Mart
Senyor de la guerra de Mart (The Warlord of Mars) és una novel·la ciencia-ficció i fantasia de l'escriptor estatunidenc Edgar Rice Burroughs, la tercera de la seva sèrie Barsoom. Burroughs va començar a escriure-la el juny de 1913, passant per cinc títols de treball; Yellow Men of Barsoom, The Fighting Prince of Mars, Across Savage Mars, The Prince of Helium i The War Lord of Mars.
La història acabada es va publicar per primera vegada a la revista All-Story com una sèrie de quatre parts als números de desembre de 1913-març de 1914. Més tard es va publicar com a novel·la completa per A. C. McClurg el setembre de 1919.

## Introducció argumental
Aquesta novel·la continua on va acabar bruscament l'anterior de la sèrie, The Gods of Mars. Al final del llibre anterior, la dona de John Carter, la princesa Dejah Thoris, és empresonada al Temple del Sol per la vil deessa pretendent Issus. Es diu que s'ha d'esperar un any Barsoomià sencer abans que l'habitació on es troba el presoner torni a obrir-se.

## Resum de la trama
Després de la batalla al final del llibre anterior, que va acabar amb la destrucció de la religió d'Issus, la dona de John Carter i dues dones més van ser tancades en una presó que girava lentament adjunta al Temple del Sol, cadascuna de les quals comptava amb centenars de cel·les que només estan oberts al món exterior un cop l'any. Mentrestant, l'amic de Carter, Xodar, s'ha convertit en el nou Jeddak (cap o rei) del primogènit marcià negre, i aquells marcians blancs que rebutgen la vella religió també aconsegueixen un nou líder sense nom, però encara hi ha alguns que volen mantenir l'antiga religió desacreditada, inclòs l'antic líder dels therns, Hekkador Matai Shang. John Carter descobreix que un primogènit anomenat Thurid coneix el secret del Temple del Sol i ell i Matai Shang volen rescatar Phaidor, la filla del sant Thern, que ha estat empresonada amb Dejah Thoris i una altra princesa barsoomiana, Thuvia de Ptarth, a la presó del temple durant diversos centenars de dies.
Thurid, per fer mal a Carter, aconsegueix que Matai Shang també s'emporti Dejah Thoris i Thuvia amb ells. Carter els segueix amb l'esperança d'alliberar la seva estimada dona.
Els seus antagonistes fugen cap al nord, portant les tres dones. (Això resol la deixada en suspens del llibre anterior, en què Phaidor intenta apunyalar a Dejah Thoris; pel que sembla, Thuvia va desarmar amb èxit a Phaidor, i ningú va ser assassinada.) A la terra equatorial de Kaol, al costat oposat del planeta a Helium, el seu jeddak Kulan Tith encara no ha abandonat l'antiga religió i va acceptar la petició de refugi segur de Matai Shang. Carter rescata les forces del jeddak d'una emboscada i és admès a Kaol, ja que un jeddak veí i bon amic seu ve de visita amb el seu enorme seguici. Matai Shang i Thurid desenmascaren la disfressa de Carter i denuncien les seves heretgies, però el jeddak visitant, Thuvan Dihn de Ptarth, que és el pare de Thuvia, defensa en Carter. Kulan Tith ordena a Matai Shang que lliuri Dejah Thoris i Thuvia, però en canvi, ell i Thurid prenen les dones i fugen cap al nord. Després d'aquesta traïció contra el seu amic, Kulan Tith finalment abjura de la vella religió i ofereix tota l'ajuda que pugui a Carter i Thuvan Dihn, però poc es pot fer en aquest moment.
Després, John Carter els segueix incansablement a les regions del pol nord on descobreix criatures més fantàstiques i els gairebé oblidats marcians grocs, que viuen al casquet polar nord darrere d'una barrera de gel en forma d'anell. Després de travessar les coves Carrion que creuen la barrera, Carter i Thuvan Dihn es troben amb Talu, el nebot rebel del tirà Salensus Oll, que governa el regne dels marcians grocs d'Okar des de la ciutat de Kadabra. Talu proporciona a Carter i Thuvan Dihn consell i assistència, inclòs disfressar-los de marcians grocs. S'infiltren a la cort de Salensus Oll, però Thurid i Matai Shang descobreixen en Carter i el fan llençar a una fossa. Carter escapa gràcies a l'ajuda d'un dels talps de Talu a la cort. Carter rescata Tardos Mors i Mors Kajak d'Heli, provocant una rebel·lió entre els presoners Heliumites, que es converteix en una invasió en tota regla després que Carter desactivi la torre magnètica dels marcians grocs que destrossen les flotes invasores perquè la flota d'Helium pugui aterrar amb seguretat, portant una força voluntària dels Marcians Verds encapçalats també per Tars Tarkas. Després d'una tremenda batalla, Salensus Oll és assassinat i Thurid i Matai Shang es veuen obligats a fugir. En una escena dramàtica, Carter els segueix a una aeronau, sobre un avenc. Primer, Matai Shang és llançat per la borda per Thurid i assassinat, després que Thurid intenti fer el mateix amb Carter, Phaidor l'apunyala i el llança per la borda. Finalment, Phaidor anuncia a Carter que es penedeix de la seva gelosia i reconeix l'amor que Carter i Dejah Thoris tenen l'un per l'altre, i es llança per la borda en reparació dels seus pecats sense que Carter la pugui aturar.
Després, en una continuació del judici de Zat Arrras, Carter és proclamat "Senyor de la Guerra de Barsoom" pels seus aliats. Aquest llibre és l'últim que presenta Tars Tarkas, l'aliat de John Carter, en qualsevol paper important; de fet, els barsoomians verds dels quals Tars Tarkas és un oligarca desapareixen completament de la majoria de les novel·les posteriors.

## Personatges

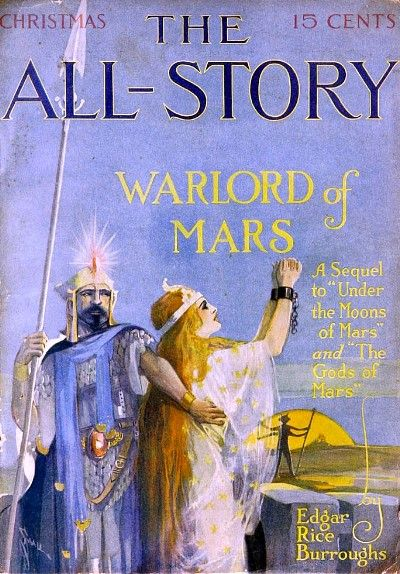
The Warlord of Mars es va publicar a la revista All-Story el 1913-14

- John Carter: protagonista de les tres primeres novel·les. Carter és un veterà de la guerra civil dels Estats Units, transportat al planeta Mart per una forma de projecció astral. Allà, es troba amb criatures alienígenes formidables i diverses races marcianes en guerra, guanya la mà de la princesa marciana Dejah Thoris i s'eleva a la posició de senyor de la guerra de Mart.
- Dejah Thoris: una princesa marciana d'Heli, que és valenta, dura i sempre decidida, tot i que sovint es posa en perill mortal i l'amenaça de ser deshonrada per la luxúria dels malvats. És filla de Mors Kajak, jeddak de Lesser Heli i néta de Tardos Mors, jeddak de Helium; altament aristocràtica; i molt orgullosa de la seva herència.[3] Ella és l'interès amorós de John Carter.[4] Va ser empresonada per la falsa divinitat marciana Issus, al final de The Gods of Mars.[2] Un personatge central de les tres primeres novel·les de Barsoom, la seva captura per diversos enemics i la posterior persecució per part de John Carter, és una força motivadora constant en aquestes històries.
- Tars Tarkas: un marcià verd, que esdevé l'aliat de John Carter i, a instàncies seves, el senyor suprem del seu clan. Un arquetípic noble salvatge, considerat el primer i més íntim amic de John Carter a Barsoom.
- Thuvia de Ptarth: una princesa de Ptarth, que apareix a The Gods of Mars com una esclava rescatada per John Carter dels Therns. Més tard és empresonada amb l'esposa de Carter, Dejah Thoris, en una presó que només es pot obrir un cop l'any i roman al seu costat fins a la conclusió de The Warlord of Mars.[5] Com moltes de les heroïnes de Burroughs, és dura, valenta, orgullosa i està fortament identificada amb la seva posició aristocràtica a la societat marciana.[6]

## Gènere
La novel·la es pot classificar com un romanç planetari, també conegut com "Espasa i planeta". Aquest gènere és un subconjunt de la ciència-ficció, semblant a l'espasa i la bruixeria, però que inclou elements científics. La major part de l'acció d'un romanç planetari té lloc a la superfície d'un món alienígena, sol incloure lluites amb espases, monstres, elements sobrenaturals com la telepatia més que la màgia, i implica civilitzacions que es fan ressò de les de la Terra en èpoques pretecnològiques, especialment compostes per regnes o nacions teocràtiques. Les naus espacials poden aparèixer, però normalment no són el centre de la història.

## Configuració

### Base científica
La visió de Mart de Burroughs es va inspirar vagament en l'especulació astronòmica de l'època, especialment en la de Percival Lowell, que veia el planeta com un món antigament semblant a la Terra que ara esdevenia menys hospitalari per a la vida a causa de la seva avançada edat, els habitants del qual havien construït canals per portar l'aigua de Mart dels casquets polars per regar la resta de terres cultivables. Lowell va ser influenciat per l'astrònom italià, Giovanni Virginio Schiaparelli, que el 1878 havia observat característiques a Mart que va anomenar canali (en italià séquies). La traducció errònia d'això a l'anglès com a "canals" (enlloc de "channels") va alimentar la creença que el planeta estava habitat. La teoria d'un planeta habitat amb aigua corrent va ser refutada per les dades proporcionades per sondes russes i americanes com les dues missions víkings que van trobar un món mort i congelat on l'aigua no podia existir en estat fluid.

### Món de Barsoom
Un milió d'anys abans que comencés la narració, Mart era un món exuberant amb oceans. A mesura que els oceans van retrocedir i l'atmosfera es va aprimar, el planeta es va convertir en un paisatge de barbàrie parcial; vivent en un planeta envellit, amb recursos cada vegada més reduïts, els habitants de Barsoom s'han tornat endurits i guerrers, lluitant entre ells per sobreviure. Els barsoomians distribueixen l'escàs subministrament d'aigua a través d'un sistema mundial de canals, controlats per ciutats-estat en disputa. L'aprimament de l'atmosfera marciana es reposa artificialment a partir d'una "planta de l'atmosfera".

#### Races
El món de Barsoom està dividit pel territori de les races de pell negra, verda, vermella, groga i blanca. Cadascun té trets i qualitats particulars, que semblen definir la majoria dels individus dins d'ells. Aquest concepte de raça s'assembla més a una divisió entre espècies que a l'ètnia. El Warlord (senyor de la guerra) de Mart presenta els marcians grocs, suposadament extingits, que John Carter troba a les ciutats secretes amb cúpula del pol nord. Són de barba negra, excepcionalment cruels i mantenen esclaus, adquirint-los mitjançant un dispositiu magnètic gegant que envia volants fora de curs i permet als marcians grocs capturar els ocupants.

## Copyright
Els drets d'autor d'aquesta història han caducat als Estats Units i, per tant, ara resideixen en el domini públic allà. El text està disponible a través del Projecte Gutenberg.